# Amazing (album)
Amazing – dwudziesty czwarty album studyjny jamajskiej sekcji rytmicznej Sly & Robbie.
Płyta została wydana 30 września 2008 roku przez holenderską wytwórnię Fontana Records. Produkcją nagrań zajęli się Dunbar i Shakespeare, we współpracy z Hiroshim Sato.
W roku 2009 krążek został nominowany do nagrody Grammy w kategorii najlepszy album reggae. Była to piąta nominacja do tej statuetki w karierze muzyków.

## Lista utworów
1. "Intro (Out Criteria)"
2. "Hurry Home" feat. Chantelle Ernandez
3. "I Shot The Sheriff" feat. Chantell Ernandez
4. "Pull Up Selector" feat. Jimmy Riley, Tarrus Riley
5. "Dancing Idiot" feat. Elephant Man, Macka Diamond
6. "Baby Tonight" feat. Courtney John
7. "Meet The Martin" feat. Neru K.
8. "Talk" feat. Bitty McLean
9. "Amazing" feat. Leba Hibbert
10. "Fall From Grace" feat. Leba Hibbert
11. "Cornwall Middlesex & Surrey" feat. Adena Myrie, Scantana
12. "Love Again" feat. Lukie D
13. "Keep The Light"
14. "All It Is" feat. Kibaki
15. "Natty Dread" feat. Calibe
16. "Way Back Home" feat. Red Dragon

## Muzycy
- Shinji Nishi – gitara
- Kazuhiki "Kaz" Asonuma – gitara
- Robbie Shakespeare – gitara basowa
- Sly Dunbar – perkusja
- Robert Lynn – keyboard